# ネオキャリア
株式会社ネオキャリア（英：NEO CAREER CO., LTD.）は、東京都新宿区西新宿に本社を置く、日本の人材サービス企業である。

## 事業内容

### 採用支援
- 新卒、中途、アルバイト領域の採用支援
  - みんなの採用部
  - Bee - 求人データベースサービス
- 各種専門職の採用支援（介護、保育、エンジニア等）
  - ナイス！介護 - 介護人材総合サービス
  - ヒトシア保育
- 各種専門職の派遣支援（介護、エンジニア、事務等）
- 採用ツール（Webサイト、動画、冊子等のツール作成）
- HR Techを活用した採用支援／採用業務支援

### 就労支援
- 新卒、中途、アルバイト領域の就労支援
  - unistyle - 就活支援メディア
  - 理系就職エージェントneo - 理系学生向け就職支援
  - 就職エージェントneo - 新卒向け就職支援
  - 第二新卒エージェントneo - 第二新卒向け就職支援
- 各種専門職の就労支援（介護、エンジニア、事務、等）
- 各種派遣就労支援（介護、エンジニア、事務、等）

### 業務支援
- 業務支援
- 施設運営

## 沿革・受賞歴
- 2000年（平成12年） 
  - 2000年11月15日　株式会社ネオキャリアを設立
  - 中途採用支援・求人広告事業を開始
- 2001年（平成13年）
  - 中途人材紹介事業を開始
  - 技術者派遣事業を開始
- 2002年（平成14年）
  - 代表取締役に西澤亮一が就任
- 2004年（平成16年）
  - 1月 - 本社オフィスを渋谷区から港区赤坂へ移転
  - 7月 - 新卒採用支援・求人広告事業を開始
- 2005年（平成17年）
  - 新卒紹介事業を開始
- 2007年（平成19年）
  - 7月 - 子会社　株式会社アクサスコンサルティングジャパン（現：アクサス株式会社）を設立
  - 子会社 株式会社就活カレッジ（現：新卒紹介事業「就職エージェント」）設立
- 2010年（平成22年）
  - 人材派遣事業スタート
  - 子会社　株式会社就活カレッジを株式会社ネオキャリアに統合
  - M&Aにより就職エージェント株式会社が参画
- 2011年（平成23年） 
  - 10月 - 初の海外法人「Reeracoen Singapore Pte.Ltd.（シンガポール現地法人）」を設立
  - 11月 - 本社オフィスを港区赤坂から新宿区へ移転
- 2012年（平成24年）
  - 介護士派遣事業「ナイス!介護」を開始
  - M&Aにより株式会社コスモ・サイエンティフィック・システムが参画
  - REERACOEN RECRUITMENT CO.,LTD.（タイ現地法人）設立
  - 「EO Japan Award - No.1 Sales Growth Rate 2012」を受賞
  - 「EO Japan Award - No.1 Employee Growth Rate 2012」を受賞
- 2013年（平成25年）
  - 海外法人「PT.REERACOEN INDONESIA（インドネシア現地法人）」を設立
  - 海外法人「REERACOEN BPO INC.（フィリピン現地法人）」を設立
  - 子会社 株式会社アクサスコンサルティングジャパンと株式会社コスモ・サイエンティフィック・システムが事業統合をし、アクサス株式会社に社名変更
  - 海外法人「REERACOEN SHANGHAI＜HRS＞（中国現地法人）」を設立
  - 「EO Japan Award - No.1 Sales Growth Rate 2013」を受賞
  - 12月 - AERA「アジアで勝つ日本人100人」に弊社代表・西澤が選出
- 2014年（平成26年） 
  - 海外法人「REERACOEN PHILIPPINES INC.（フィリピン現地法人）」を設立
  - 海外法人「REERACOEN VIETNAM CO.,LTD（ベトナム現地法人）」を設立
  - 1月 - ダイヤモンド経営者倶楽部「2014年 年間優秀企業」を受賞
  - 11月 - 日経ビジネス「若手経営者が選ぶベスト社長」に弊社代表・西澤が選出
- 2015年（平成27年）
  - 海外法人「REERACOEN EASTERN SEABOARD CO.,LTD.（タイ現地法人）」を設立
  - 海外法人「REERACOEN MALAYSIA SDN. BHD.（マレーシア現地法人　現・Agensi Pekerjaan Reeracoen Malaysia Sdn. Bhd.）」を設立
  - 海外法人「REERACOEN TAIWAN CO.,LTD（台湾現地法人）」を設立
  - EY「Entrepreneur Of The Year 2015 Japan」を受賞
- 2016年（平成28年）
  - 海外法人「ABROADERS Co., Ltd.（タイ現地法人）」を設立
  - 「働きがいのある会社」2016年版の調査で、従業員1,000名以上部門にて選出
  - 「HRアワード2016」において、プロフェッショナル部門「人事労務管理部門」を受賞 [5]
- 2017年（平成29年）
  - 海外法人「REERACOEN HONG KONG CO.,LTD（香港現地法人）を設立
  - 海外法人「REERACOEN (SHANGHAI) HUMAN RESOURCE SERVICE CO.,LTD.(中国現地法人）」を設立
  - 「第2回HRテクノロジー大賞」にて、「管理システムサービス部門 優秀賞」を受賞 [6]
  - 10月 - 「社内報アワード2017」にて、社内報「モアハピ」が「特別分門シルバー賞」を受賞
- 2018年（平成30年）
  - 9月 - 「第7回 HRチャレンジ大賞」にて、海外事業が人材サービス優秀賞（採用部門）を受賞 [7]
- 2019年（平成31年／令和元年）
  - 子会社「株式会社ネオコンストラクション（施工管理職を中心とした技術者派遣）」を設立
  - 子会社「株式会社OA総研（サービス付き高齢者向け住宅及び訪問介護・看護事業所の運営）」を設立
- 2020年（令和2年）
- 2021年（令和3年）
  - jinjer株式会社を分社化
- 2022年（令和4年）
  - PURPOSEをはじめとする新NEO CAREER STATEMENTを策定
  - アクサス株式会社が新宿区「新宿区ワーク・ライフ・バランス推進企業」に認定 [8]
- 2023年（令和5年）
  - 株式会社ネオキャリアが東京都「家庭と仕事の両立支援推進企業」に認定 [9]
  - 7月 - 子会社「株式会社digsy（障がい者雇用をすすめる特例子会社）」を設立
  - アクサス株式会社が健康優良企業認定「銀の認定」を取得

## 主要グループ会社
- アクサス株式会社 - エンジニアリングサービス事業／テクニカルサポート事業

## 関連書籍
- 西澤亮一『社長よりも偉いもの 新卒に見捨てられた会社の復活物語』（2008年2月14日発売・武田ランダムハウスジャパン）ISBN 978-4270003046
- 西澤亮一『世界を動かすアブローダーズ』（2015年5月15日発売・ダイヤモンド社）ISBN 978-4478065921